# Kongesangen
Kongesangen (A Canção do Rei) é o hino real da Noruega, que existe concomitantemente com Ja, vi elsker dette landet, o hino nacional. Há diversas versões da letra. A primeira versão (Gud sign vår Konge god, gi ham i farer mod) foi escrita por N. Vogtmann em torno de 1800, mas a versão usada hoje e transcrita abaixo foi escrita por Gustav Jensen para a coroação do rei Haakon VII e Maud de Gales em 1906 e mais tarde usada em seu Landstads reviderte salmebok. A melodia é a mesma do hino britânico God Save the King, que serviu de inspiração. Henrik Wergeland escreveu uma tradução do hino em 1841.

## Refências
1. ↑  Doug Lennox, Now You Know Royalty (Toronto: Dundurn Press, 2009), p. 56
2. ↑  «Kongesangen». Store norske leksikon (2005 - 2007. Consultado em 28 de agosto de 2015